# Коробань Сергій Борисович
Сергій Борисович Коробань (27 серпня 1947, село Вівсяники, тепер Голованівського району Кіровоградської області) — радянський діяч, бригадир Первомайського машинобудівного заводу імені 25 Жовтня Миколаївської області. Член Центральної контрольної комісії КПРС у 1990—1991 роках.

## Життєпис
У 1965—1970 роках — вчитель фізичної культури школи у Вільшанському районі Кіровоградської області.
У 1970—1979 роках — слюсар Первомайського машинобудівного заводу імені 25 Жовтня Миколаївської області.
Член КПРС з 1979 року.
У 1979—1983 роках — майстер Первомайського машинобудівного заводу імені 25 Жовтня Миколаївської області.
У 1980 році закінчив Харківський заочний машинобудівний технікум.
У 1983—1986 роках — котельник Первомайського машинобудівного заводу імені 25 Жовтня Миколаївської області.
З 1986 року — бригадир Первомайського машинобудівного заводу імені 25 Жовтня Миколаївської області.
Подальша доля невідома.